# 稲玉貞雄
稲玉 貞雄（いなだま さだお、1914年（大正3年）6月23日 - 1989年（平成元年）4月17日）は、昭和時代の政治家。長野県更埴市長。位階は正六位。勲四等瑞宝章。

## 経歴
長野県埴科郡森村（現・千曲市）生まれ。1932年（昭和7年）長野県屋代中学校卒業。
南満洲鉄道教習所から満鉄に入り、旅順駅助役となる。引き揚げ後の1947年（昭和22年）森村役場に入り。1959年（昭和34年）更埴市土木課長、1963年（昭和38年）総務課長、1967年（昭和42年）収入役、1974年（昭和49年）助役を経て、1978年（昭和53年）更埴市長に当選。1989年（平成元年）病気により引退した。この間、時代の変化に対応した行政改革を行った。同年4月死去。死没日付をもって正六位に叙され、勲四等瑞宝章を追贈された。